# Rebel·lió de Boné

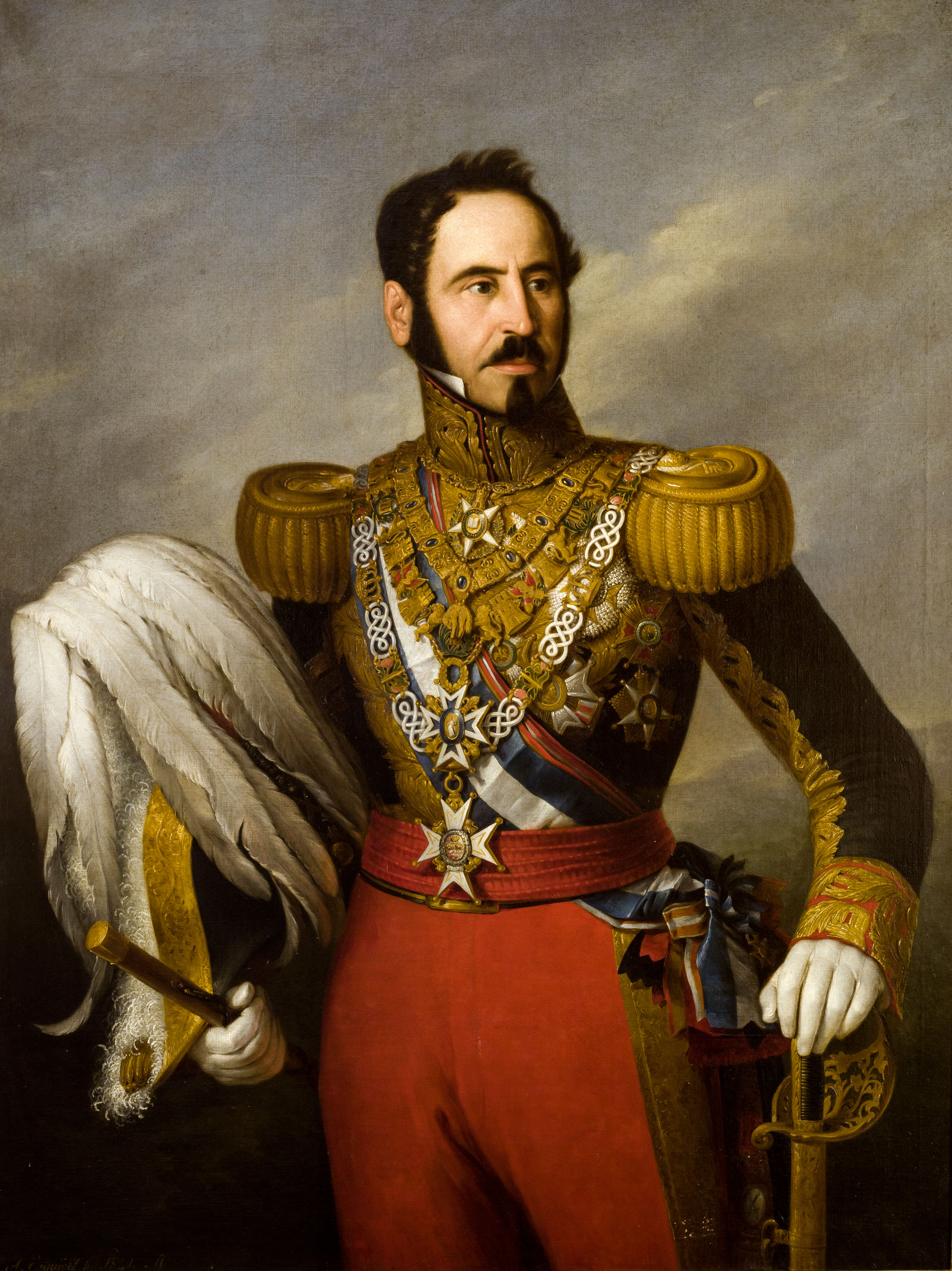
Les polítiques del general Espartero (a la foto) impulsaren Pantaleón Boné a organitzar la rebel·lió.

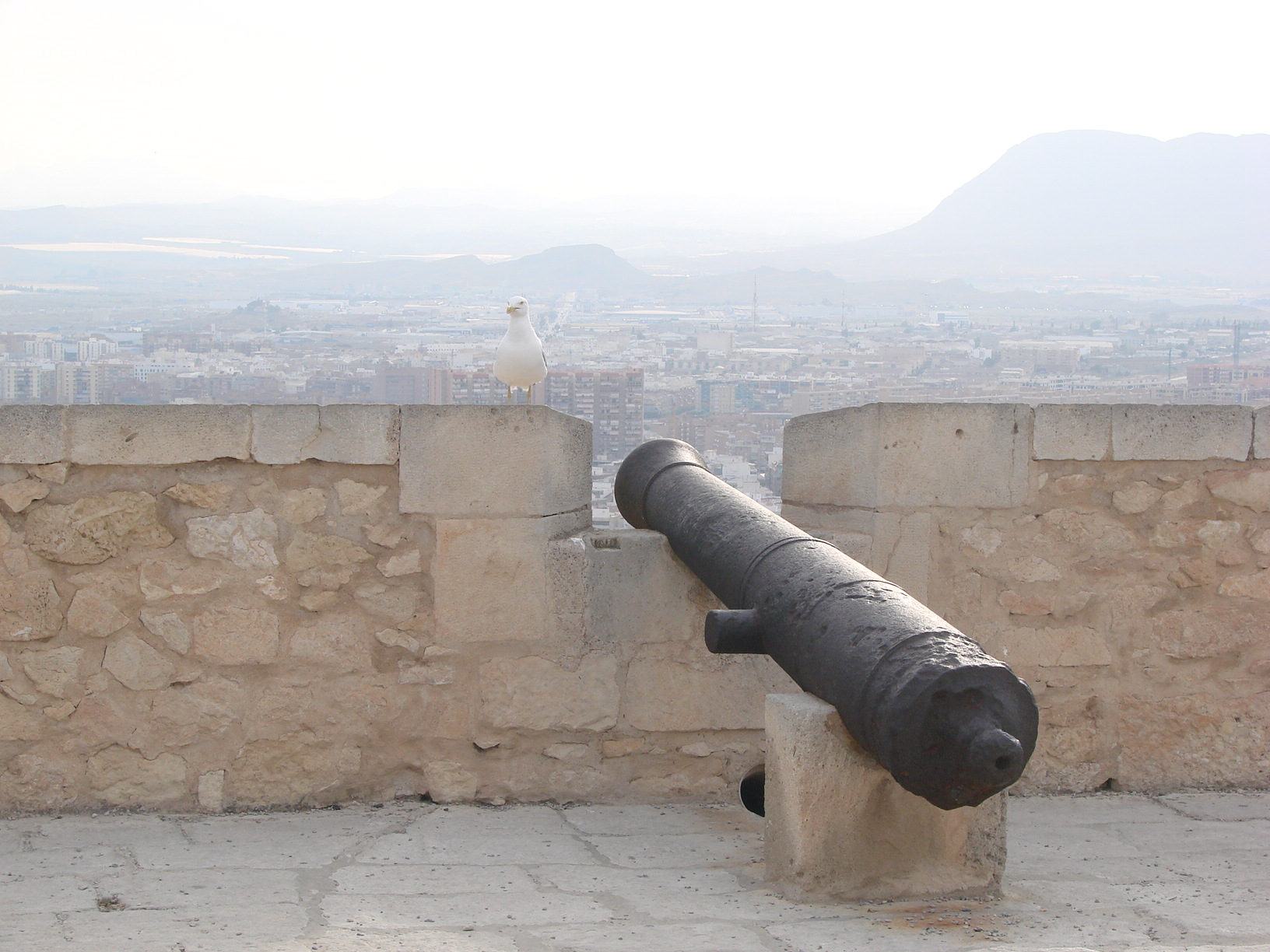
Els canons del Castell de Santa Bàrbara van funcionar amb molta freqüència en la Rebel·lió de Boné.

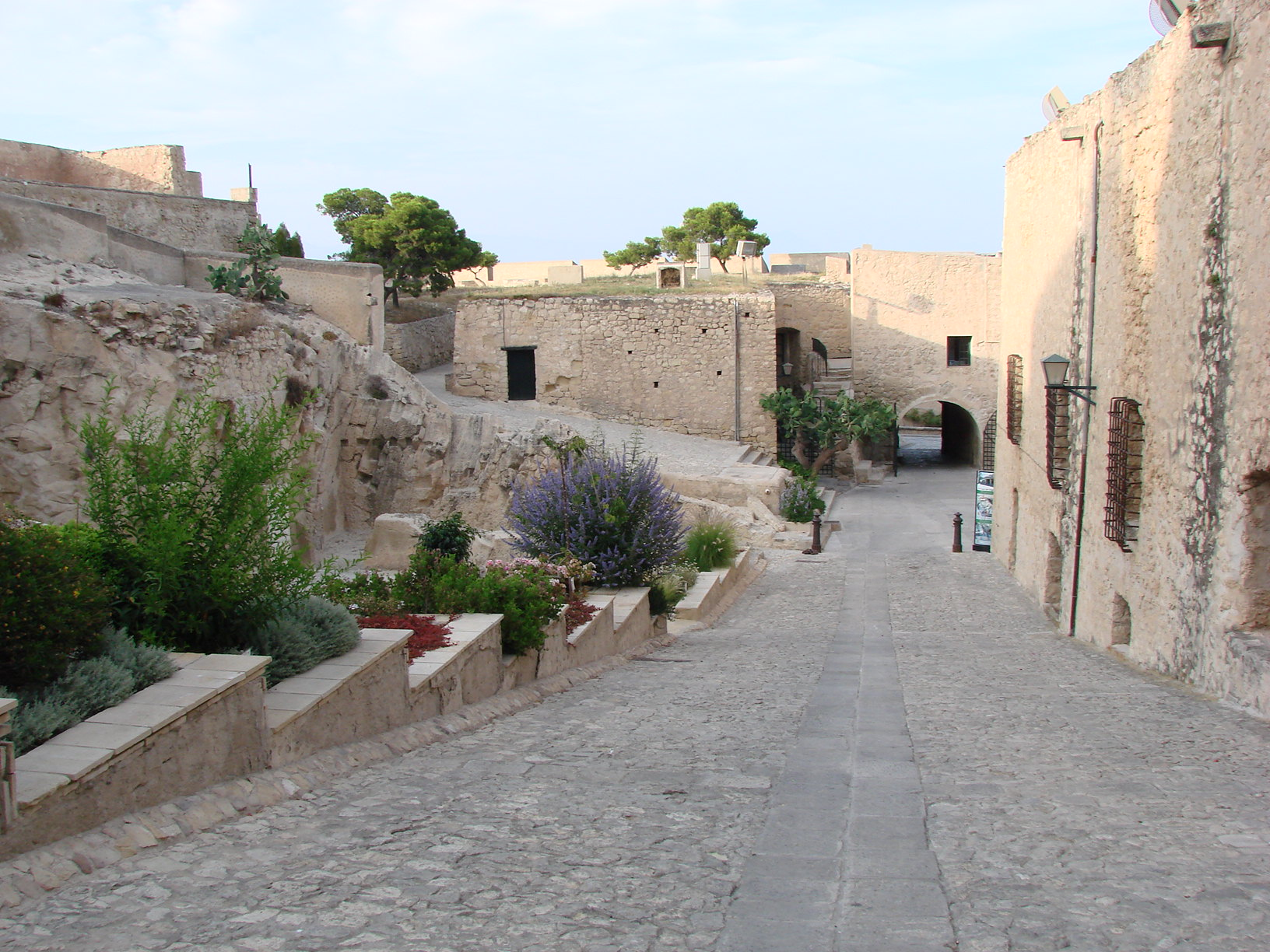
Els interiors del Castell de Santa Bàrbara es van convertir en assentament de població civil i milícies al comandament de Pantaleón Boné.

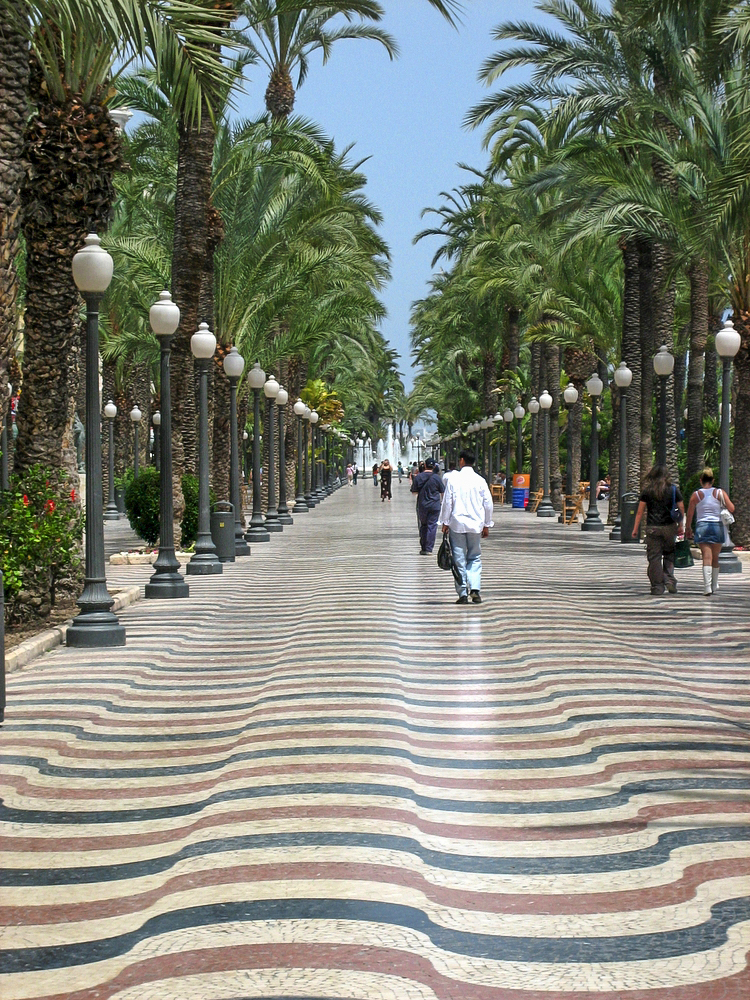
A l'Esplanada d'Alacant van ésser executats Boné i la seva tropa.

La rebel·lió de Boné va ésser una revolta que es va dur a terme a la ciutat d'Alacant des del 28 de gener al 9 de març de 1844, després de la regència d'Espartero. La rebel·lió, liderada pel coronel de cavalleria i comandant de carabiners Pantaleón Boné, va consistir en un aixecament popular de ciutadans liberals progressistes, que exigirien una sèrie de millores polítiques, econòmiques i socials enfront de l'autoritarisme que adquiria el mandat del Luis González Bravo.

## Els fets
Pantaleón Boné va arribar a Alacant procedent de València, amb 150 carabiners d'infanteria, 50 de cavalleria i un batalló d'infanteria de Savoia. Els dies 27 i 28 de gener els va emprar per a aconseguir suports d'oficials de la guarnició de la ciutat i del Castell de Santa Bàrbara, del que es va apoderar aquell mateix dia a l'horabaixa. Es va anunciar la presa de la ciutat pels homes de Pantaleón, de dues formes: a les 17 hores es va avisar mitjançant tamborinades; i a les 18 hores es va disparar una canonada des del mascle del castell (el mascle és l'esplanada més elevada del Castell de Santa Bàrbara), seguit d'un altre uns minuts després, mentre la campana d'aquesta fortalesa va anunciar que la rebel·lió s'havia consumat a Alacant.
El pronunciament liberal que havia triomfat a Alacant fou l'aval per a estendre la revolta per tota la província d'Alacant. La idea era apoderar-se de les ciutats d'Albacete, Múrcia, Almeria i Màlaga, on ja havien preparat al capitosts de cada zona, i en la qual quedaria Pantaleón Boné com a cap absolut d'Alacant. A mesura que avançaven els dies, la població alacantina va notar les penúries del conflicte en veure les seves cases destruïdes, fortes despeses i fam. Entre les mesures que Boné va prendre com a màxima autoritat de la ciutat està la creació de l'Església de Sant Domènec com a forn, la petició d'aliments als comerciants de la ciutat per a abastir als residents en el Castell de Santa Bàrbara on estava reclosa gran part de la població, a més dels detinguts. També va exposar un edicte per a estimular el reclutament a les seves tropes de ciutadans entre 16 i 50 anys, oferint-los diferents racions d'aliments i 3 rals per cadascun. Mentre reclutava a la població civil, va convocar mitjançant edicte als sastres i sabaters de la ciutat, sota multa de 100 rals a qui no hi assistís, per a transformar els productes que va assaltar a la duana del port, com draps, llençols i cotó, per a fer uniformes, i pell de vedella i bales de palla per a fer sabates i cananes.
Mentrestant, la llista de presoners dels revoltats anava engreixant a poc a poc, i hi destacaven autoritats com l'alcalde primer Miguel Pascual de Bonanza; els síndics Juan Bonanza, Félix Giménez i Francisco Ansaldo; el regidor Juan García Álamo; el síndic Comte de Santa Clara; el comandant del correccional Mauricio Gil. Però no va poder enxampar a l'alcalde constitucional Cipriano Bergé.
Amb el control total d'Alacant, considerada plaça forta per estar completament emmurallada, va disposar importants reforços al Castell de Santa Bàrbara, al Castell de Sant Ferran i al baluard de Sant Carles. Boné es va veure obligat a gestionar en pocs dies una important estratègia en tropa, diners, aliments i armess. A més va realitzar diversos desplaçaments a diferents punts de la província per a tractar d'assegurar les defenses i mantenir la moral dels seus oficials i soldats.
El capità general de València, Federico Roncali, que havia estat home de màxima confiança de Baldomero Espartero, es va desplaçar a terres alacantines, on va col·locar el centre d'operacions a El Palamó, i des del 7 de febrer va assetjar Alacant per terra i per mar amb un vaixell que bombardejava la ciutat. A Roncali, se li va unir el comandant general de Múrcia, Pardo, que va situar la seva caserna a Sant Vicent del Raspeig. El 5 de febrer de 1844, entre Elda i Petrer es va produir una violenta escaramussa entre tropes de Boné i l'exèrcit del General Pardo, subordinat de Roncali, en la que hi van caure presos homes importants de Boné com el tinent coronel capità Ildefonso Basilio, el comandant José Mena, el capità tinent Luis Gil, el comandant tinent Pío Pérez i els tinents subtinents Juan Gómez, Luis Molina i Arcadio Blanco.
D'en bri en bri el cèrcol es va anar estrenyent a favor de les tropes de Federico Roncali. Roncali i Pardo van ordenar reclutar tots els homes, solters o vidus, de 18 a 50 anys i moltes famílies alacantines van fugir en els primers moments davant la por als enfrontaments. Després d'això, Boné es va aixoplugar dintre dels murs del castell d'Alacant disposat a resistir. Conforme passaven els dies, la situació esdevingué insostenible. Juan Martín "El Empecinado", capità de carabiners al comandament de la guarnició del Castell de Santa Bàrbara, que era amic íntim de Pantaleón Boné, va negociar d'amagat seu el lliurament de la ciutat, tallant les comunicacions entre el castell i la ciutat. Alhora, els estrangers residents en Alacant es van refugiar en els vaixells de la seva nacionalitat arribats per a protegir-los. L'aixecament liberal dequeia i finalment les tropes de Roncali van prendre la ciutat.
El dia 14 de febrer de 1844, a l'alba, van ésser afusellats en la tàpia del Panteó dels Guijarro, El Palamó, els 7 oficials de Boné capturats en la contesa prop d'Elda el 5 de febrer. Quant a Pantaleón Boné i els seus 23 companys, van ésser afusellats en filera per l'esquena, el 8 de març a l'esplanada d'Espanya del port d'Alacant. L'historiador i periodista, Nicasio Camilo Jover, quan narrà la derrota de Boné, va escriure en relació als soldats de Roncali: El poble va presenciar l'entrada de les tropes silenciós i trist.

## Record i reconeixements a Alacant
En record a tots els afusellats en defensa de les llibertats es va aixecar a Alacant el 8 de març de 1907, el Monument als Màrtirs de la Llibertat, de l'escultor Vicente Bañuls Aracil, situat a l'actual plaça de la Porta del Mar i al final del passeig que des de mitjan segle xix s'anomenava Passeig dels Màrtirs (actual esplanada d'Espanya). La ciutat va dedicar un carrer a Pantaleón Boné i un altre al 8 de març al peu del Castell de Santa Bàrbara. A partir de llavors, tots els 8 de març se celebrava a Alacant un acte públic i cívic al Port en record de les llibertats, al mateix temps que se celebrava una missa a la Cocatedral de Sant Nicolau de Bari, des de 1854 fins a 1936.
Després de la Guerra Civil Espanyola el nou règim va eliminar el nom del Passeig dels Màrtirs, recuperant un nom que durant havia ostentat el Parc de Canalejas, el d'Esplanada d'Espanya. De la mateixa manera el carrer de Pantaleón Boné fou rebatejat amb el nom del polític tradicionalista José Martínez de Velasco, afusellat en 1936, nom que encara té. De la mateixa manera el carrer del Vuit de Març va recuperar el seu antic nom, el de José Serra Lloret. També, el Monument als Màrtirs que es trobava danyat i decapitat després dels bombardejos de la Guerra Civil va ésser desmuntat el 1941. També es van suprimir tots els actes commemoratius, de manera que van caure a l'oblit tant el monument com el que representava. L'eliminació del record dels Màrtirs de la Llibertat es va estendre també a la pedania d'El Palamó, on havien estat afusellats alguns dels revoltats el 14 de febrer de 1844.
El carrer dels Màrtirs de la Llibertat va recuperar l'antic nom de carrer del Calvari. Ací és on es fa en l'actualitat la processó cívica en honor dels Màrtirs de la Llibertat. La comitiva es dirigeix de la plaça de la Constitució cap al Panteó dels Guijarro, en les tàpies del qual hi van morir afusellats alguns d'aquests màrtirs; els seus cossos són al cementiri de la pedania.
A les dependències municipals hi ha un quadre d'autor anònim recentment restaurat que descriu l'afusellament de Pantaleón Boné a l'esplanada juntament amb altres partidaris de la rebel·lió.